# 亞歷山德里夫卡 (赫梅利尼克區)
49°29′18″N 28°9′22″E / 49.48833°N 28.15611°E
亞歷山德里夫卡（烏克蘭語：Олександрівка），是烏克蘭的村落，位於該國西南部文尼察州，由赫梅利尼克區負責管轄，面積0.15平方公里，海拔高度249米，2001年人口443，人口密度每平方公里2,973.15人。